# Villepinte, Aude
Villepinte är en kommun i departementet Aude i regionen Occitanien  i södra Frankrike. Kommunen ligger  i kantonen Castelnaudary-Sud som ligger i arrondissementet Carcassonne. År 2022 hade Villepinte 1 252 invånare.

## Befolkningsutveckling
Antalet invånare i kommunen Villepinte
Referens: INSEE